# Jilemnické povstání (1945)
Povstání na Jilemnicku bylo ozbrojené vystoupení obyvatel Jilemnice proti německým okupantům během druhé světové války.

## Situace za protektorátu
Po Mnichovské dohodě a záboru pohraničí se ustavila státní hranice na hrabačovské křižovatce (ke konci války v Hrabačově stál i lazaret Volkssturmu). Od května 1939 zde také funguje odbojová skupina Obrana národa pod vedením MUDr. Ladislava Nebeského a Františka Ladislava Kučery (místonáčelník sokolské župy Krkonošské), napojená na semilskou (a později jičínskou) Obranu národa. Současně měla jilemnická organizace napojení na okolní obce, např. na Martinice, Kruh i Kunratice. Do organizace patřila i skupina železničářů na trati Martinice – Rokytnice nad Jizerou. Tato trať překračovala v Poniklé nad Jizerou nové státní hranice a byla jednou z cest, jimiž se do území přičleněného k Říšské župě Sudety dostávaly ilegální tiskoviny.
Obrana národa zde organizovala hlavně distribuci ilegálních tiskovin, např. časopis V Boj. Významným členem byl profesor jilemnického gymnázia Josef Bernard, který získával a překládal články z francouzského a anglického tisku, které zároveň překládal. 7. února 1940 byl zatčen František Ladislav Kučera, 12. února Ladislav Nebeský, 24. února profesor Josef Bernard a 25. května Josef Půst. Bylo také zatčeno kolem padesáti dalších lidí, podezřelých z odbojové činnosti. Ladislav Nebeský byl v procesu se skupinou kolem MUDr. Nebeského-Jilemnice odsouzen k trestu smrti. Josef Bernard byl poslán do koncentračního tábora v Osvětimi s poznámkou Rückkehr unerwünscht – návrat nežádoucí.
Roku 1941 bylo kvůli incidentu (tři studenti VI. A parodovali Adolfa Hitlera a předávání vyznamenání), uzavřeno Jilemnické gymnázium.
Od roku 1941 fungovala na Jilemnicku komunistická odbojová skupina Flora založená z iniciativy mříčenského komunisty Jaroslava Křapky. Flora měla být součástí odbojové jednotky Železný kapitán, která se dělila na čtyři podskupiny, z nichž jedna působila na Semilsku, druhá na Jilemnicku, třetí na území Prahy (městský obvod Praha 8) a čtvrtá na nádraží Praha-Bubny. Tato skupina pomocí vysílačky na Liščí hoře vysílala ilegální zprávy, odposlouchávala telefonní hovory mezi Jilemnicí a Jičínem a pomáhala osobám žijícím v ilegalitě. Do spiknutí byl zapojen i vrchní strážmistr Josef Žižka a komisař politické správy JUDr. Stanislav Hlaváč, kteří nad odbojáři drželi ochrannou ruku.
Na podzim se Jaroslav Křapka a další zapojili do pomoci dvěma uprchlým belgickým zajatcům, schovávajícím se v lese zvaném Brabenec. Zajistili jim potřebné ošacení a ochranu. Zajatcům se nakonec podařilo dostat do své vlasti a po válce obdrželo šest členů Flory oficiální poděkování z Belgie a čestný odznak za prokázanou pomoc.
Roku 1944 byla založena zpravodajská skupina Mamut, fungující však již od roku 1941 pod vedením rotmistra Josefa Tobiáše (popraven 28. dubna 1945 v Terezíně). Ta měla být spojkou mezi Jilemnickem a Slovenskem. Protože jim však nebyla shozena vysílačka, spojili se s dalšími partyzánskými a odbojovými skupinami. Spojila se i s výsadkem Chan, jemuž dodala velmi cenné informace.
Partyzánský odboj se vyskytoval zejména v obci Roztoky u Jilemnice (skupina kolem Jaroslava Grosmana) a v okolí Mříčné. Od ledna 1945 se na blízkém vrchu Strážník ukrývalo šest ruských zajatců, jimž se podařilo uniknout z pochodu smrti, vedoucím přes Horka u Staré Paky. Fungovala zde také partyzánská skupina nazvaná Nikolaj, dle velitele Nikolaje Filipoviče Kimlíka.
V noci z 26. na 27. března 1945 zde začala operovat v Moskvě vycvičená mezinárodní paraskupina Chan. Velitelem desetičlenné skupiny byl gardový nadporučík Jakov Alexandrovič Frolov.

## Povstání

### 3. květen
3. května v poledních hodinách se do Jilemnice dostaly zprávy o povstání v Semilech a Chuchelně, které vydal štábní kapitán Antonín Wohlmuth. Odpoledne se v Jilemnici schází ilegální národní výbor a do čela se staví kapitán Vlaslav Emr. Připojuje se k němu štábní kapitán Antonín Wolf, poručík Josef Spanilý a další. V tuto dobu se začínají jilemničtí občané shlukovat před radnicí. Emr pronáší přes rozhlas projev, ve kterém se snaží uklidnit rozbouřený dav. Někdo z davu ovšem vykřiknul „Jde se na rampy“ a zhruba padesátičlenná skupina mužů se vydala do Hrabačova. Když se skupina přiblížila k německé celnici, předběhl ji kominík Jan Hanuš, vylezl na dřevěný plot ze vzdálenosti cca 50 metrů vystřelil z malé pistole. Celníci palbu opětovali a Jan Hanuš byl zasažen. Při převozu do nemocnice zemřel.
V tu samou dobu zahájila skupina pod vedením Antonína Wolfa jednání s vrchním lékařem lazaretu SS-Obersturmbannführer Jäckelem v Jilemnici, kterému nabídli kapitulaci. Tu velitel lazaretu nepřijal, avšak odevzdal povstalcům dvaadvacet pušek, třináct ručních granátů, pět pistolí, tři pancéřové pěsti a dvě bedny střeliva s tím, že žádné další zbraně v lazaretu nejsou. Část těchto zbraní byla přidělena odbojové skupině k ochraně města a část předána odbojářům v Mříčné.
Němečtí celníci mezitím požádali o posily z Vrchlabí. Celkem dvacet německých mužů bylo však zdrženo ve Valteřicích protitankovým zátarasem nastraženým valteřickými občany jako pomoc Jilemnici. Němci lidi nahnali do místní sokolovny a drželi je jako rukojmí do rána. Tato statečná akce měla jen jednu oběť. Na volání jilemnického městského rozhlasu se na náměstí dostavilo asi 300 mužů, kteří měli zajistit obranu města. Rozdělili se na dvě skupiny, jedna šla k Hrabačovu a druhá k Horní Branné. Útok Volkssturmu začal za soumraku v Hrabačově a navzdory odporu postupovaly jednotky od Hrabačova k městu. Obětí střelby se stal truhlářský učeň Jiří Šlechta. V noci dosáhli útočníci severního okraje města.

### 4. květen
Krátce po půlnoci do Jilemnice dorazilo devět ozbrojených partyzánů v čele s hrabětem Jindřichem Kolowratem - Krakowským. Ten se dal telefonicky spojit s velitelem lazaretu a pohrozil mu povoláním partyzánských posil. Německá strana přistoupila na jednání. Hrabě Kolowrat se sešel s hejtmanem Geislerem a SS-Obersturmbannführer Jäckelem v hostinci u Labutě a později vyjednávali na radnici. Velitel nechtěl z města ustoupit, avšak hrabě Kolowrat pohrozil protiněmeckými represemi. Navíc v tu chvíli dorazila šťastná zpráva, že Němci ustupují ze Semil. Výsledkem vyjednávání byla dohoda o příměří s pěti body.
1. Střelba ustane ihned na obou stranách.

2. Volkssturm se stáhne za protektorátní hranice v Hrabačově.
3. Obě strany ihned propustí rukojmí.
4. Česká strana vrátí do 12 hodin dne 4. května do lazaretu v Jilemnici veškeré zbraně, které byly od SS – lazaretu převzaty.

5. SS – lazaret bude kapitulovat po uzavření německé kapitulace a vydá zbraně do určitého termínu.
-body dohody o příměří v Jilemnici, 4. květen 1945
Podmínky ohledně rukojmí byly splněny, avšak nastal problém kolem zbraní, které byly již předány partyzánům a odbojářům v Mříčné. Nejhorší tak bylo zažehnáno, ve městě však zůstalo stále napětí. Němci údajně vydali příkaz, že v případě, že pušky nebudou do hodiny vráceny, zastřelí každého desátého občana. Antonín Wolf přemluvil vojáky, že každou hodinu budou dovezeny na celnici do Hrabačova dvě pušky. Jilemnická spojka Václav Petřík většinu zbraní obstaral od odbojářů shromažďujících se na vrchu kopce Strážníku nad Mříčnou a v Benešovské škole.
Národní výbor v Jilemnici, nepřetržitě zasedající na radnici, ještě 4. května vyslal tříčlennou vyjednávací skupinu do Studence, kde se vojáci Wehrmachtu mstili za povstaleckou činnost na Horkách. Dojednali zastavení palby a vyjednávání na jilemnické radnici. Německý velitel souhlasil, avšak nechali zajistit kulomety náměstí. Výsledkem vyjednávání byla dohoda o příměří. Byl také ustaven okresní národní výbor, jehož předsedou se stal Josef Zeman.

### 5. květen
5. květen byl relativně klidný den. Jilemnice s napětím poslouchala volání rozhlasu z Prahy. Pořádala se sbírka na pohřeb Jiřího Šlechty a Jana Hanuše. Byli doplňováni členové národních výborů. Opět proběhlo jednání s velitelem SS lazaretu, avšak ani dnes nepotvrdil kapitulaci. V celém jilemnickém okrese proběhla z popudu majora Zdeňka Líkaře mobilizace mužů do čtyřiceti let, důstojníků a rotmistrů do čtyřiceti pěti let. Z mobilizovaných vojáků a důstojníků byl v Jilemnici utvořen hraničářský pluk č. 4.

### 6. květen
Vlaslav Emr a Antonín Wolf opět vyjednávali s velitelem lazaretu, opět bezvýsledně. Ve městě stoupal tlak spojený s přípravou pohřbu Jiřího Šlechty a Jana Hanuše. Téhož dne již visely na domech československé státní vlajky a občané vyslechli po úvodních fanfárách ze Smetanovy opery Libuše projev předsedy ONV Josefa Zemana. Na závěr projevu zahrála Československá hymna.

### 7. květen
7. května se koná pohřeb Jiřího Šlechty a Jana Hanuše. Pohřbu se zúčastnilo velké množství občanů a stal se tak manifestací proti německé nadvládě. V lazaretu SS byla vyhlášená bojová pohotovost, avšak nakonec si velení SS uvědomilo svojí situaci, kapitulovalo a předalo jilemnickému národnímu výboru zbraně. V Martinicích byl zastaven německý vojenský vlak, dopraven do Jilemnice a zbraně shromažďovány spolu s další vojenskou technikou a dopravními prostředky na jilemnickém stadionu.

### 8. květen
8. května projížděl vesnicí Mříčná oddíl partyzánské skupiny Michaila Ivanoviče Šalujeva z Chuchelny u Semil, kde 3. května zahájili povstání do Jilemnice. Oddíl v síle 56 mužů narazili na německou kolonu o síle 300 mužů. Němci odmítli kapitulovat a začal boj trvající asi 45 minut. I přes obrovskou německou přesilu se povedlo partyzánům dostat se do týlu německých vojsk a po zabití jejich velitele se Němci začali vzdávat. Výsledkem boje bylo 62 mrtvých německých vojáků, 325 jich bylo zajato. Do rukou partyzánů se dostalo 31 aut, 84 samopalů, 12 kulometů, 182 pušek, 28 pistolí, 4 motocykly, 18 kol a 16 000 nábojů. Na druhé straně zemřelo šest vojáků - tři Češi, jeden Gruzínec, jeden Ukrajinec a jeden neznámý ruský partyzán.
Okresní národní výbor v Jilemnici byl požádán městem Vrchlabí a Trutnov o převzetí vojenské moci a veřejné správy do svých rukou. ONV žádostem vyhověl.

### 10. květen
Dne 10. května přijíždějí do Jilemnice, Lomnice nad Popelkou, Rokytnice nad Jizerou a Semil jednotky 44. střeleckého sboru, který podléhal Pjotru Grigorjevičovi Šafranovi Tím povstání na Jilemnicku a v Podkrkonoší končí.

## Následky
20. prosince 1946 v 16:00 byl po čtyřdenním soudu popraven oběšením německý úředník a protektorátní starosta Poniklé Emil Knappe. Popravu (nejspíše jiného) neznámého příslušníka SS popisuje ve svých vzpomínkách pamětník, herec a jilemnický rodák Stanislav Zindulka:
Jednoho příslušníka SS chytili, zavřeli ho do věznice a bylo rozhodnuto, že bude popraven. To byla veliká atrakce. Celé město se šlo průvodem podívat na popravu, včetně maminek s kočárky...
Stanislav Zindulka, pro Paměť národa
Po vydání retribučních dekretů vznikla v Jilemnici Trestní nalézací komise. Jejím předsedou byl JUDr. Jan Buchar (KSČ). Posléze byl však nahrazen JUDr. Zdeňkem Kovářem (KSČ), pozdějším předsedou MNV v Jilemnici. První rozsudek vydala 2. února 1946 - zastavila stíhání holičského pomocníka Josefa Noska obviněného za údajný společenský styk s Němci.
V roce 1946 rozhodovala o osudu u 201 osob, které se údajně dopustily provinění proti národní cti. 19 osob shledali vinnými, zbylých 182 případů zastavili.  Z údajných provinění převažovalo udavačství (35), společenský či hospodářský styk s Němci (18), vyhrožování (12), členství ve fašistických organizacích (11) a NSDAP (8), propagace fašismu a nacionálního socialismu (9), asociální jednání s českým dělnictvem (7) a používání německého pozdravu (7).
V roce 1947 vynesla TNK 42 rozsudků, přičemž bylo vyneseno 12 trestů. Žádný z trestů však nebyl trest smrti.

## Upomínka
Oběti druhé světové války a povstání nalezneme hned na několika místech v Jilemnici. Na místě úmrtí Jana Hanuše nalezneme malý pomník upomínající smrt dvou prvních mužských obětí v Jilemnici. Dále na Tyršově náměstí se nachází vysoký sloup připomínající oběti první i druhé světové války v Jilemnici. Obětí německé okupace je zde uvedeno 18, včetně dvou ruských partyzánů.

Další oběti války připomínají pamětní desky po celém městě.

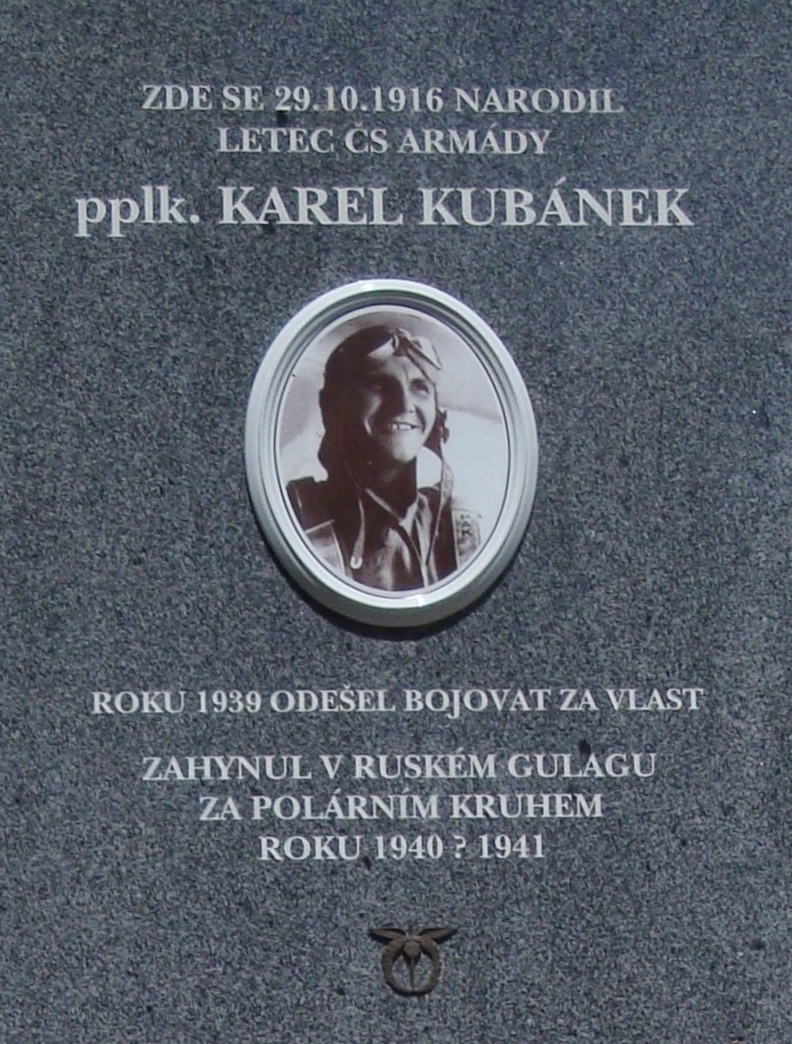
Pamětní deska pplk. Karla Kubánka, zabitého v ruském gulagu
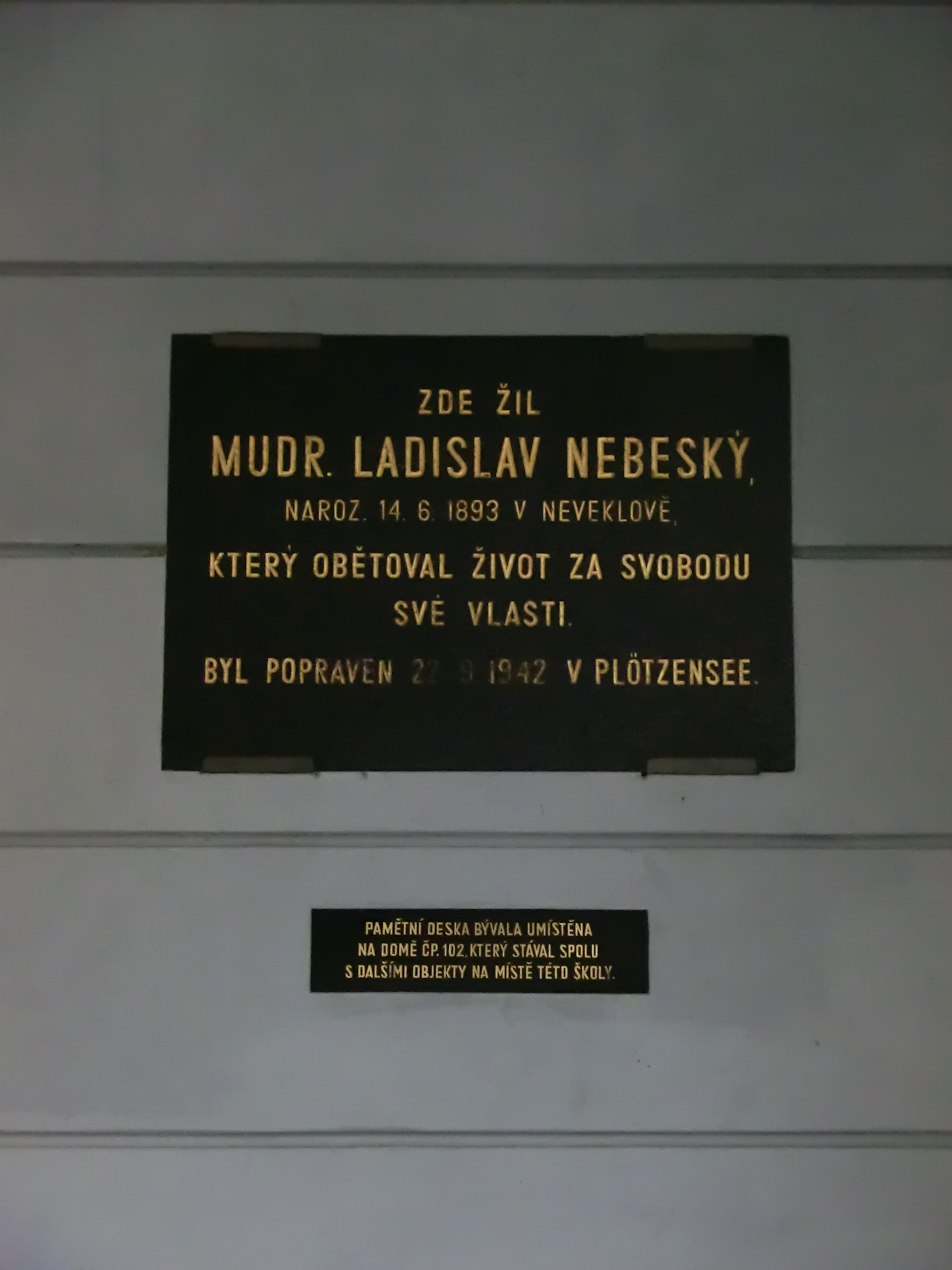
Pamětní deska MUDr. Ladislava Nebeského, odbojáře, popraveného r. 1942